# 電腦警察
《電腦警察 Cybercop》（電脳警察サイバーコップ），日本特攝片。日本電視網1988年10月2日至1989年7月5日首播，東寶企畫製作，共36集（本篇34集+最後2集特別篇）。臺灣由首華卡通頻道於1990年代後期以日語原聲首播，稍後好萊塢電影台則於2000年初以日語原聲播出。

## 概要
本作品講述一班警視廳特殊部隊對抗犯罪組織的故事。
本作品於2005年推出了DVD-Video。

## 故事概要
1999年，為了打擊罪犯，警視廳成立了特殊部隊「ZAC」(Zero Section Armed Constable、零課裝甲警察部隊，通稱「Cybercop」)。ZAC身著BitSuit，打擊由大頭目「Baron影山」（臺版譯為「羅振強」）領導的犯罪組織「Destrap」（臺版譯為「死亡陷阱」）。

## 登場人物

### Cybercop
| 演員     | 角色                   | 代號         | 戰甲                | 武器                | 香港配音員 | 台灣配音員 |
| -------- | ---------------------- | ------------ | ------------------- | ------------------- | ---------- | ---------- |
| 吉田友紀 | 武田真也（台譯張弘昌） | 木星‧Jupiter | JP00X-1 Jupiter Bit | 特甲閃電Thunder Arm | 曾秉輝     | 楊少文     |

| 演員     | 角色                 | 代號      | 戰甲               | 武器               | 香港配音員 | 台灣配音員 |
| -------- | -------------------- | --------- | ------------------ | ------------------ | ---------- | ---------- |
| 鹽谷莊吾 | 北條明（台譯李建明） | 火星‧Mars | JP-001-HP Mars Bit | 特警火神砲Tri Shot | 關子棟     | 李香生     |

| 演員                 | 角色                   | 代號        | 戰甲                 | 武器                | 香港配音員 | 台灣配音員 |
| -------------------- | ---------------------- | ----------- | -------------------- | ------------------- | ---------- | ---------- |
| 水本隆司（冴場都夢） | 毛利亮一（台譯吳智亮） | 土星‧Saturn | JP-002-ER Saturn Bit | 特警飛鋸Des Crasher | 周慶樑     | 楊少文     |

| 演員                 | 角色                 | 代號         | 戰甲                  | 武器                  | 香港配音員 | 台灣配音員                       |
| -------------------- | -------------------- | ------------ | --------------------- | --------------------- | ---------- | -------------------------------- |
| 佐佐木龍馬（柚原旬） | 西園寺治（台譯阿治） | 水星‧Mercury | JP-004-HP Mercury Bit | 特警之劍Slash Calibur | 盧傑群     | 官志宏(1～24集)→曹冀魯(25～34集) |

### ZAC總部
上杉智子（千葉美加）／香港配音:譚淑英／台灣配音:許淑嬪
臺版譯為林慧貞。
負責按鈕執行隊員們的變身。
織田久義（大門正明）／香港配音:周永光／台灣配音:李香生
臺版譯為田隊長。
號稱ZAC的魔鬼隊長，能時而嚴厲時而和善的給予隊員們指示與鼓勵，隊員們對他相當的信任服從。有時候愛講冷笑話。
島津瑞惠（三田篤子）／香港配音:黃小英／台灣配音:呂佩玉
臺版譯為秦佩娟。
ZAC的主要秘書兼代理隊長。
矢澤大介（鈴木修平）／台灣配音:官志宏（1～24集）→曹冀魯（25～36集）
臺版譯為小澤。
ZAC的電腦操作員，負責收集情報及解析，擬定戰略。具有電腦方面相關的豐富知識。
朝倉美穗（大西浩美）／香港配音:龍德瓊／台灣配音:許淑嬪
臺版譯為曹美穗。
ZAC的通信員，有著天然呆的個性。

## 裝備

### Cyber Bit
Cybercop身著的裝甲裝（或稱為外出服）。於専用車輛ZAC Roader所牽引的Bit Station 內裝著。各有以太陽系行星命名的代號。
JP00X-1 Jupiter Bit(木星)
國際警察新人警官武田真也（臺版：張弘昌）的裝甲裝(紅色)（臺版：紅戰警）、善於攻擊與防禦。為23世紀的裝甲裝。可於旋風變身（臺版名稱）後取得特甲閃電（臺版名稱）武器使出雷電飛拳（臺版名稱）。
JP-001-HP Mars Bit (火星)
北條明（臺版：李建明）的裝甲裝(綠色)（臺版：綠戰警）、裝甲裝部隊的隊長。付有武器管制裝置FCS、適用於重型武器。但裝甲較薄、缺乏防禦性。
JP-002-ER Saturn Bit(土星)
毛利亮一（臺版：吳智亮）的裝甲裝(黑白色)（臺版：黑戰警）、備有各種偵測器、雷達，主要擔任情報分析。雖防禦性較高、各種裝置的重量減低其機動性。
JP-004-HP Mercury Bit(水星)
西園寺治的裝甲裝(藍色)（臺版：藍戰警）、善於格鬥技。因備有加速裝置，機動性高。
Lucifer Bit (路西法)
Lucifer（臺版：洛席華）的裝甲裝(白色)（臺版：魔鬼鐵甲）、與Jupiter Bit相同、為23世紀的裝甲裝。剛開始以敵人角色登場、為武田真也的對手。在第16集開始登場、第21集與武田真也化敵為友。
Venus Bit (金星)
上杉智子專用Cyber Bit，只有在漫畫版登場

### Cyber Arm
可裝在各裝甲裝手臂上的特殊武器(Arm System Joint)（臺版：秘密武器），無左右之分。各武器分別裝在叫做“Black Chamber”的手提箱裡。使用“Black Chamber Card”，插入公用電話、自动柜员机或設置在街頭的專用端末及輸入武器代號後，武器將自ZAC本部經由地下管線送達。
CA-001 Tri Shot (トライショット)
重型機關槍（臺版：特警火神炮），可分解為兩部分，多為Mars使用。
CA-002 Des Crasher (ディスクラッシャー)
電鋸（臺版：特警飛鋸），鋸齒為硬度特殊合金、硬度大於鑽石。迴轉速度可由CyberCop的腦波控制，多為Saturn使用。
CA-003 Slash Calibur (スラッシュキャリバー)
劍型武器（臺版：特警之劍），可分解為兩部分，多為Mercury使用。
CA-004 Bolt Winder (ボルトワインダー)
多用途武器（臺版：特警電光槍），多為Saturn使用。
CA-005 Rock Buster (ロックバスター)
電鑽（臺版：特警飛鑽），可分解為三部分，另有夾(碎)、爆破的功能。
CA-006 Linear Speader (リニアスピーダー)（本編未使用）
唯一裝在腿上的武器，裝著時的最高時速可達300km/h。
IMPULSE MAGNUM
洛席華的專屬武器，雙槍，就算不是變身狀態一樣可以正常使用，不屬於Cyber Arm類型的專屬武器
PULSAR GUN
洛席華的專屬武器，放置於背部的兩挺速射砲，不屬於Cyber Arm類型的專屬武器
GIGA MAX
洛席華的Cyber Arm類型專屬武器，戰鬥機型的光束兵器，具遠距離遙控攻擊機能，可以變型為火箭砲與光束劍，同時也具有載具的機能
CYBER GRAVITON
洛席華的專屬武器，將能量集中於胸口部位的發射裝置，瞬間發射以重傷敵人，消費大量能量的必殺武器
CA-00X Thunder Arm(サンダーアーム)
特甲閃電，Jupiter的專用Cyber Arm

### Cyber Weapon
CW-001 Fire Slugger（臺版：特警火焰槍）

CW-002 Mega Storm（臺版：特警火箭槍）

### 載具
JP-CMX-01A BLADE LINER（臺版：雷納飛車）
全長2.835mm，Jupiter專用的重型機車，一般最高時速400km，若開啟推進器可達時速600km，車頂有裝備7.7釐米機槍，由鄭先生（臺版名稱）負責開發的高速載具。

## 死亡陷阱 Destrap
Baron 影山：佐藤仁哉／香港配音：黃啟明； 台灣配音:李香生
臺版譯為「大頭目」羅振強
與「木星」武田真也一樣是未來人，為了以電腦來支配人類，回到過去。
死亡陷阱的實質首領，最後吸收Fuhrer的力量，與電腦警察決戰，敗北而亡。
Einstein博士：北川貴章／香港配音：駱明；台灣配音:官志宏
臺版譯為怪毛博士。
死亡陷阱的科學家之一，實為影山所製造的機械人。
在第24集基地倒榻時死去。
Floid博士：岡部健／台灣配音:李香生（1～24集）→曹冀魯（25～36集） 
臺版譯為怪腦博士。
死亡陷阱的科學家之一，實為影山所製造的機械人。
最後親自上陣與電腦警察周旋，遭擊敗而死，死前發現自己身體是機械的事實。
Fuhrer：睦五郎／香港配音:戴偉光／台灣配音:楊少文
臺版譯為首腦。
表面上是死亡陷阱的首領，對部屬發號施令。
實際上不過是影山設計的超級電腦，最後其能量被影山吸收。
Duin：石村とも子／香港配音:徐愛貞／台灣配音:呂佩玉
臺版譯為白狐博士。
死亡陷阱的科學家之一，實為影山所製造的機械人。
原本仰慕於影山，後發現自己只不過是其利用的工具，最後企圖與影山同歸於盡，卻遭影山無情的破壞。
Luna：武田雅子／香港配音:黃玉娟／台灣配音:呂佩玉
臺版譯為「怪獸魔女」杜娜。
Einstein博士之妹，實為影山所製造的機械人，兄妹關係的記憶也是事先設定好的虛構回憶。
與「火星」北條明產生情愫，最後更為了保護北條明，遭到已吸收Fuhrer之力的影山破壞。

## 幕後人員
原作：NONAKA minoru (のなかみのる)

人物·造形：NONAKA minoru (のなかみのる)

製作：東寶企畫

企畫：講談社、Takara

監督：村石宏實、松本清孝、北村義樹、平田道夫、大井利夫

脚本：武上純希、大橋志吉、ごうどかずひこ、田哲平、戶田博史

音樂：新田一郎

## 主題曲
Opening
「明日への叫び」
- 作詞：岩里祐穂／作曲：井上大輔／編曲：白井良明／歌：西川弘志

Ending
「Shooting Star」
- 作詞：田口俊／作曲：鳥山雄二／編曲：鳥山雄二／歌：千葉美加

## 放映列表
以下時間以當地時間（日本時間）為準
| 放送日     | 話數 | 原文                       | 中文                   | Destrap                                      | 監督‧腳本                     |
| ---------- | ---- | -------------------------- | ---------------------- | -------------------------------------------- | ----------------------------- |
| 1988.10.02 | 1    | 最強の刑事! ジュピター登場 | 最強刑警! Jupiter登場  | エナ・ハルコス                               | 監督：村石宏實 脚本：武上純希 |
| 1988.10.09 | 2    | 街がしずむ! 海上都市を救え | 街道消失! 拯救海上都市 | エレ・オミノス                               | 監督：村石宏實 脚本：武上純希 |
| 1988.10.16 | 3    | 激突! サイボーグタンク     | 激戰! 人造坦克         | エナ・ガロガ ディオ・ガロガ ドーベルマンV109 | 監督：村石宏實 脚本：武上純希 |

## 特色
1. 大量使用電腦合成技術。
2. 變身後的電腦警察，沒有使用替身，同樣是變身前的演員。
3. 日本的特攝迷稱此作品為《超星神》系列人物造形的原形，《超星神》裡面有部份《電腦警察》演員回歸演出，並在第36話有出現一位外觀跟Jupiter很相似的角色：宇宙警察布里德(宇宙の警察官アジャンテ星人フリード)。

## 外部連結
- DVD官網 （页面存档备份，存于）（日語）